# A Kind of Magic (singolo)
A Kind of Magic è un singolo del gruppo musicale britannica Queen, pubblicato il 17 marzo 1986 come terzo estratto dall'album omonimo.

## Descrizione
Fu scritta dal batterista Roger Taylor e commissionata insieme ad altre canzoni, tra cui la celebre Who Wants to Live Forever, per il film Highlander - L'ultimo immortale del regista Russell Mulcahy. Taylor scrisse la melodia e gli accordi per la versione del film. Freddie Mercury introdusse una nuova parte di basso, aggiunse dei break strumentali e cambiò il finale del brano. Furono Mercury e David Richards a produrre questa nuova versione, successivamente inclusa nell'album A Kind of Magic. La traccia originale di Taylor invece fu usata esclusivamente nel film.
La battuta «a kind of magic» è effettivamente usata nel film Highlander - L'ultimo immortale con Christopher Lambert. Questa impressionò a tal punto Taylor che la inserì come tema centrale della nuova canzone. Sono presenti riferimenti al film nel testo: «one prize, one goal»; «no mortal man»; «there can be only one» (it. un premio, un unico obiettivo; nessun uomo mortale; ne può restare soltanto uno).
Il singolo raggiunse la Top 10 in diverse classifiche mondiali, rilanciando definitivamente i Queen con il Magic Tour.

### Lati B
A Dozen Red Roses for My Darling non è mai stata pubblicata su album. La canzone è comparsa solo nel 1986 come lato B di A Kind of Magic (in Europa), di Princes of the Universe (in Australia, Giappone e Stati Uniti) e nel film Highlander - L'ultimo immortale dello stesso anno. Si tratta di una versione strumentale remixata del brano Don't Lose Your Head. Entrambi i pezzi sono stati scritti da Roger Taylor.
Gimme the Prize (il cui sottotitolo è Kurgan's Theme) è stato composto da Brian May. Anch'esso appare nel sopracitato film e il testo fa un esplicito riferimento a uno dei leitmotiv del film, ovvero il conseguimento di una ricompensa. La canzone è strettamente legata ad un'altra composizione dello stesso album, Princes of the Universe, con la quale condivide una parte dell'accompagnamento e la tematica. All'interno compaiono alcuni spezzoni audio tratti dalla pellicola: risate del Kurgan, combattimenti con la spada, oltre alla celebre frase «There can be only one» e alla massima «I have something to say: it's better to burn out than fade away!» (it. Ho una cosa da dire: è meglio bruciare subito che spegnersi lentamente!).

## Video musicale
Il video è stato diretto da Russell Mulcahy, regista di Highlander. Mercury, vestito da mago, entra in un vecchio teatro abbandonato (il Playhouse Theatre di Londra) dove gli altri componenti della band, vestiti come degli hobo, stanno dormendo e vengono risvegliati proprio dal suo ingresso. In seguito i Queen appaiono vestiti regolarmente con i loro strumenti. Durante il video, figure di cartoni animati, realizzati dalla Disney, danzano al ritmo della musica. Nel filmato, Brian May, stranamente, non utilizza la sua tradizionale chitarra Red Special, bensì una copia del 1984.

## Tracce
CD
1. A Kind of Magic - 4:27
2. A Dozen Red Roses for My Darling - 4:45
3. One Vision - 5:11

7" (Europa)
1. A Kind of Magic - 4:27
2. A Dozen Red Roses for My Darling - 4:45

7" (Stati Uniti)
1. A Kind of Magic - 4:27
2. Gimme the Prize (Kurgan's Theme) - 4:35

12"
1. A Kind of Magic (Extended Version) - 6:25
2. A Dozen Red Roses for My Darling - 4:45

## Formazione
Gruppo
- Freddie Mercury - voce, sintetizzatore
- Brian May - chitarra solista, cori
- John Deacon - basso
- Roger Taylor - batteria, cori, sintetizzatore, drum machine

Altri musicisti
- Spike Edney - tastiere

## Classifiche

### Classifiche settimanali
| Classifica (1986) | Posizione massima |
| ----------------- | ----------------- |
| Australia         | 25                |
| Austria           | 12                |
| Belgio (Fiandre)  | 4                 |
| Canada            | 64                |
| Finlandia         | 16                |
| Francia           | 5                 |
| Germania          | 6                 |
| Irlanda           | 4                 |
| Nuova Zelanda     | 23                |
| Paesi Bassi       | 5                 |
| Regno Unito       | 3                 |
| Spagna            | 8                 |
| Stati Uniti       | 42                |
| Sudafrica         | 10                |
| Svizzera          | 4                 |

### Classifiche di fine anno
| Classifica (1986) | Posizione |
| ----------------- | --------- |
| Belgio (Fiandre)  | 38        |
| Germania          | 24        |
| Paesi Bassi       | 35        |
| Regno Unito       | 32        |
| Svizzera          | 17        |